# Pothyne keyensis
Pothyne keyensis är en skalbaggsart som beskrevs av Stefan von Breuning 1948. Pothyne keyensis ingår i släktet Pothyne och familjen långhorningar. Inga underarter finns listade i Catalogue of Life.